# Ascalenia vanelloides
Ascalenia vanelloides is een vlinder uit de familie prachtmotten (Cosmopterigidae). De wetenschappelijke naam is voor het eerst geldig gepubliceerd in 1930 door Gerasimov.
De soort komt voor in Europa.